# Valerian Okeke
Valerian Maduka Okeke (Unudioka, 20 ottobre 1953) è un arcivescovo cattolico nigeriano, dal 1º settembre 2003 arcivescovo metropolita di Onitsha.

## Biografia

### Formazione e ministero sacerdotale
Dopo essere entrato nel seminario, ha compiuto gli studi filosofici e teologici a Roma presso la Pontificia università "San Tommaso d'Aquino" dove ha conseguito il dottorato in teologia ed è stato ordinato sacerdote l'11 luglio 1981 dall'arcivescovo Francis Arinze.
Successivamente è stato nominato docente e membro della facoltà di formazione del "Bigard Memorial Seminary" a Enugu. Dal 1996 al 2001 è stato rettore del suddetto seminario.

### Ministero episcopale
Il 28 novembre 2001 papa Giovanni Paolo II lo ha nominato arcivescovo coadiutore di Onitsha.
Ha ricevuto l'ordinazione episcopale il 9 febbraio 2002 dalle mani del nunzio apostolico in Nigeria Osvaldo Padilla, co-consacranti l'arcivescovo di Onitsha Albert Kanene Obiefuna e il vescovo di Enugu Anthony Okonkwo Gbuji.
Il 1º settembre 2003 è divenuto arcivescovo metropolita di Onitsha, avendo il papa accettato la rinuncia del predecessore Albert Kanene Obiefuna.
Ha partecipato alla XIV assemblea generale ordinaria sinodo dei vescovi nel 2015 dal tema La vocazione e la missione della famiglia nella Chiesa e nel mondo contemporaneo.

## Genealogia episcopale
La genealogia episcopale è:
- Cardinale Scipione Rebiba
- Cardinale Giulio Antonio Santori
- Cardinale Girolamo Bernerio, O.P.
- Arcivescovo Galeazzo Sanvitale
- Cardinale Ludovico Ludovisi
- Cardinale Luigi Caetani
- Cardinale Ulderico Carpegna
- Cardinale Paluzzo Paluzzi Altieri degli Albertoni
- Papa Benedetto XIII
- Papa Benedetto XIV
- Papa Clemente XIII
- Cardinale Enrico Benedetto Stuart
- Papa Leone XII
- Cardinale Chiarissimo Falconieri Mellini
- Cardinale Camillo Di Pietro
- Cardinale Mieczysław Halka Ledóchowski
- Cardinale Jan Maurycy Paweł Puzyna de Kosielsko
- Arcivescovo Józef Bilczewski
- Arcivescovo Bolesław Twardowski
- Arcivescovo Eugeniusz Baziak
- Papa Giovanni Paolo II
- Arcivescovo Osvaldo Padilla
- Arcivescovo Valerian Maduka Okeke